# Верхние Памъялы
Верхние Памъялы (мар. Кӱшыл Памъял) — деревня в Звениговском районе Республики Марий Эл. Входит в состав Кужмарского сельского поселения.

## География
Находится в южной части республики Марий Эл на расстоянии приблизительно 14 км по прямой на север от районного центра города Звенигово.

## История
Известен с 1859 года казённый выселок Верхний Памъял с 45 дворами и 236 жителями. В 1897 году количество жителей в деревне достигло 121 человека, в 1923 211 человек. В советское время работали колхозы «Север» и имени Маркса.

## Население
Население составляло 135 человек (мари 98 %) в 2002 году, 149 в 2010.